# Florentia San Gimignano S.S.D.
Florentia San Gimignano Società Sportiva Dilettantistica er en italiens fodboldklub for kvinder, hjemmehørende i San Gimignano. Den blev etableret i oktober 2015 og rykkede op i en højere division tre følgende sæsoner i klubbens første tre sæsoner, og rykkede op i Serie A i 2018.

## Aktuel trup
Oversigten er opdateret til og med 28. august 2020.
| Nr. | Land     | Position | Spiller            |
| --- | -------- | -------- | ------------------ |
| 1   | Schweiz  | MM       | Seraina Friedli    |
| 3   | Italien  | FO       | Paola Boglioni     |
| 4   | Tyskland | MI       | Florin Wagner      |
| 6   | Italien  | FO       | Serena Ceci        |
| 8   | Italien  | MI       | Irene Lotti        |
| 9   | Italien  | AN       | Melania Martinovic |
| 10  | Sverige  | MI       | Jonna Dahlberg     |
| 11  | Italien  | MI       | Melanie Kuenrath   |
| 12  | Italien  | MM       | Lia Lonni          |
| 14  | Italien  | FO       | Giulia Bursi       |
| 15  | Italien  | AN       | Lisa Pugnali       |

| Nr. | Land     | Position | Spiller                            |
| --- | -------- | -------- | ---------------------------------- |
| 16  | Italien  | MI       | Bianca Bardin                      |
| 17  | Sverige  | AN       | Sara Nilsson                       |
| 18  | Italien  | MI       | Federica Anghileri                 |
| 20  | Italien  | AN       | Sofia Cantore (lejet fra Juventus) |
| 21  | Italien  | MI       | Cecilia Re                         |
| 22  | Italien  | FO       | Michela Rodella                    |
| 23  | Italien  | FO       | Elena Pisani                       |
| 32  | Tyskland | FO       | Tamar Dongus                       |
| 64  | Italien  | MM       | Amanda Tampieri                    |
| 91  | Italien  | MI       | Francesca Imprezzabile             |

## Hæder
- Serie B: 2017–2018
- Serie C: 2016–2017
- Serie D: 2015–2016